# لالایی ویسکی
لالایی ویسکی آهنگی ساخته شده توسط بیل اندرسون و جان راندال است. این آهنگ اولین بار توسط هنرمند سبک کانتری، برد پیزلی به شکل دوسرایی با الیسون کراوس در آلبوم گل‌ولای روی چرخ‌ها ضبط شد و در تاریخ ۲۹ مارس ۲۰۰۴ به عنوان سومین آهنگ این آلبوم منتشر شد. این آهنگ در سال ۲۰۰۵ جایزهٔ آهنگ سال را از انجمن موسیقی کانتری دریافت کرد.

## محتوای آهنگ
لالایی ویسکی تا حد زیادی بالاد آکوستیک در کلید بی مینور، همراه با گیتار آکوستیک و دوبرو است. این آهنگ روایت زوجی است که در اثر اختلاف، جدایی دردناکی را تجربه می‌کنند و این جدایی منجر به اعتیاد به الکل در هردوی آن‌ها می‌شود که در نهایت از شدت نوشیدن الکل می‌میرند؛ ابتدا مرد با قلب شکسته می‌میرد و سپس زن با احساس گناه از مردن مرد می‌میرد. اگرچه که ویدئو قسمت‌هایی از خیانت زن را نشان می‌دهد اما در متن آهنگ، هیچ اشاره‌ای به خیانت زن یا شکستن قلب مرد توسط زن نشده‌است.
پیزلی ورس و بند برگردان اول را می‌خواند که بر روی شخصیت مرد متمرکز است و کراوس ورس و بند برگردان دوم که بر روی شخصیت زن متمرکز است را می‌خواند.

## الهام‌بخشی
جان راندال، یکی از آهنگسازان آهنگ، به فاصلهٔ کمی قبل از نوشتن این آهنگ از خواننده سبک کانتری، لوری مورگان طلاق گرفته بود. علاوه بر این او یک قرارداد ضبط را از دست داده بود و قادر نبود تا قرارداد ترانه‌سرایی جدیدی برای خود پیدا کند. او ناگهان خود را معتاد به ویسکی و تسخیر شده توسط میل جنسی‌اش یافت. مدیر راندال پس از دیدن شرایطش به او گفت: «ببین، تو باید بطری را در سرت بگذاری و ماشه را بکشی.» سپس راندال آن خط را نوشت و تصمیم گرفت آن را در یک آهنگ استفاده کند. او سپس با بیل اندرسون ملاقات کرد و شروع به نوشتن آهنگ کرد، که در نهایت به دست پیزلی رسید. وقتی پیزلی این آهنگ را کشف کرد، به اندرسون گفت که مایل است این آهنگ را با الیسون کراوس یا دالی پارتون بخواند؛ اندرسون چون طرفدار هردو خواننده بود، با هردوی آن‌ها موافقت می‌کند و آهنگ در آخر توسط پیزلی و کراوس خوانده ضبط می‌شود. خود راندال هم یک نسخهٔ اختصاصی از این کار را در آلبوم راه رفتن در میان زندگان که در سال ۲۰۰۵ منتشر شد، گنجاند.